# Aloza
Aloza, aloza finta (Alosa alosa) – gatunek anadromicznej ryby z rodziny śledziowatych (Clupeidae).

## Występowanie
Morze Bałtyckie, zachodnia część Morza Śródziemnego, Morze Czarne i Egejskie oraz wzdłuż wybrzeży Oceanu Atlantyckiego, od południowej Norwegii po północną Afrykę.
Żyje w wodach przybrzeżnych. Na tarło wpływa do rzek.

## Opis
Długość do 83 cm, zwykle 35–40 cm. Ciało bocznie spłaszczone, wysokie, pokryte cykloidalną łuską, wzdłuż ciała biegnie 70–80 łusek. Brak linii nabocznej. Na pierwszym łuku skrzelowym umiejscowione bardzo liczne (od 90 do 130 w zależności od wieku), cienkie wyrostki filtracyjne. Łuski tworzące kil brzucha są ostro zakończone. Na głowie brak łusek, szczęka górna wycięta w połowie długości. Oczy przykryte nieruchomymi, przezroczystymi powiekami pionowymi. Płetwa grzbietowa krótka, płetwy tłuszczowej brak.
Grzbiet ma barwę niebieskozieloną, głowa jest złotobrązowa, brzuch i boki złociste. Tuż za pokrywą skrzelową występuje 1 duża i 1–2 niewyraźne czarne plamy ułożone jedna za drugą.

## Odżywianie
Żyje w strefie pelagialnej, odżywiając się głównie zooplanktonem. Podczas wędrówek nie pobiera pokarmu.

## Rozród
Dojrzewa płciowo w wieku 3–4 lat przy długości 30–45 cm. Tarło odbywa się od maja do czerwca w górnych partiach rzeki, w czystej, dobrze natlenionej wodzie. Ikra unosi się nad dnem. Wylęg po 4–5 dniach. Przy długości około 10 cm, od sierpnia do października młode osobniki spływają do morza.

## Znaczenie gospodarcze
Mięso jest cenione i bardzo smaczne, jednak z powodu zabudowy hydrotechnicznej i zanieczyszczeń rzek jej liczebność katastrofalnie zmalała. 

## Ochrona
Na terenie Polski gatunek ten jest objęty ścisłą ochroną gatunkową.